# Ilan Halevi
Pour les articles homonymes, voir Halevi.
Ilan Halevi (en hébreu : אִילָן הַלֵּוִי; arabe : إيلان هاليفي) est un journaliste et homme politique juif, français et palestinien d’origine yéménite, né le 12 octobre 1943 à Lyon (Rhône) et mort le 10 juillet 2013 à Clichy (Hauts-de-Seine). Il était une des très rares personnalités juives haut placées dans l'Organisation de libération de la Palestine (OLP).

## Biographie
Né en France dans une famille juive yéménite qui résista à l'occupation nazie de la France, Ilan Halévi était à l'état civil Alain Albert, après son adoption par le second mari de sa mère.
Au départ journaliste, connu pour la pertinence de ses analyses, ses qualités intellectuelles, son engagement en faveur de la cause palestinienne, il s'intéressa tôt à la politique. Non religieux, il se décrira comme « 100 % juif et 100 % arabe ».
Il émigra en Israël en 1967 et rejoignit le Fatah, l'organisation politique et militaire de Yasser Arafat, où il fut membre du Conseil révolutionnaire du Fatah,.
Halevi fut aussi membre de Matzpen (Boussole), organe israélien d'extrême-gauche, révolutionnaire, internationaliste et antisioniste (1962-1983), et de Maavak (Lutte), décrit comme un « petit groupe radical israélien anti-sioniste », au début des années 1970,,. En 1973, au déclenchement de la guerre du Kippour et à la suite du changement de stratégie des activistes palestiniens dans les territoires occupés, il adhéra à des groupes incluant des Israéliens et des Palestiniens militant contre l'occupation. Il aida notamment l'activiste palestinien Bashir al-Barghuti, membre du conseil du Parti communiste jordanien, à obtenir la permission de retourner en Cisjordanie.
Dans les années 1980, Halevi fut représentant officiel de l'Organisation de libération de la Palestine (OLP) en Europe et pour l'Internationale socialiste, après l'assassinat en 1983 d’Issam Sartaoui par les hommes d'Abou Nidal,,. Il fut également nommé vice-ministre des Affaires étrangères de l'OLP dans le gouvernement de Mahmoud Abbas (alias Abu Mazen) entre 2003 et 2005 et a participé à ce titre à la Conférence de Madrid de 1991,.
Soutien palestinien très critique vis-à-vis du sionisme, Halevi a écrit plusieurs ouvrages sur le sujet et est membre fondateur de la respectée Revue des études palestiniennes (1981),.
Il fut un ami du philosophe et psychanalyste français Félix Guattari.
Il vivait à Berlin avant de décéder à Clichy, en banlieue parisienne. Sa mort est annoncée par la représentation palestinienne à Paris, et Mahmoud Abbas, président de l’Autorité palestinienne, lui rend hommage en cette occasion. Il est enterré, selon son souhait, en terre française au cimetière du Père-Lachaise.